# Andrei Romanowitsch Tschikatilo
Andrei Romanowitsch Tschikatilo (russisch Андрей Романович Чикатило, wiss. Transliteration Andrej Romanovič Čikatilo; * 16. Oktober 1936 in Jablotschnoje, Oblast Sumy, Ukrainische SSR, Sowjetunion; † 14. Februar 1994 in Nowotscherkassk, Russland) war ein sowjetischer Serienmörder, dem zwischen 1978 und 1990 nachweislich 53 Menschen zum Opfer fielen. Zahlreiche Morde des sexuell sadistischen Psychopathen, der nach eigenen Angaben 56 Menschen getötet hatte, waren von Nekrophilie und Kannibalismus begleitet. Für seine Taten wurde er zum Tod durch Erschießung verurteilt und 1994 hingerichtet.
Tschikatilos Opfer waren sowohl männlich als auch weiblich, die Mehrheit davon Kinder und Jugendliche, die oft obdachlos oder von zu Hause weggelaufen waren bzw. sich prostituierten. In den Medien wurde Tschikatilo unter anderem als Der Ripper von Rostow bzw. Bestie von Rostow bezeichnet, da er einen Großteil seiner Taten innerhalb der südrussischen Oblast Rostow verübte. Der Fall Tschikatilos löste international entsetzte Reaktionen aus und wurde Vorlage für mehrere Bücher und Filme. Der True-Crime-Roman The Killer Department von Robert Cullen war zugleich die Vorlage für den mehrfach prämierten Spielfilm Citizen X.

## Vorgeschichte

### Kindheit und Jugend
Andrei Tschikatilo wurde 1936 in Jablutschne (Rajon Welyka Pyssariwka), einem kleinen Dorf in der Ukrainischen SSR, geboren. Drei Jahre zuvor herrschte in der Ukraine eine Hungersnot (Holodomor), die zu Kannibalismus unter der Bevölkerung geführt haben soll. Nach Erzählung seiner Mutter wurde sein Bruder entführt und zum Verzehr von hungernden Menschen getötet. Beim Ausbruch des Zweiten Weltkriegs kämpfte sein Vater auf Seiten der Roten Armee und geriet 1941 in deutsche Kriegsgefangenschaft. Seine Mutter brachte 1943 eine Tochter, Tatjana, zur Welt. Da ihr Mann zum Zeitpunkt der Zeugung schon lange in Gefangenschaft war, wurde immer wieder spekuliert, Tschikatilos Mutter sei von deutschen Soldaten vergewaltigt worden. Der junge Andrei wurde während der deutschen Okkupation immer wieder Zeuge von Bombardierungen, Erschießungen und anderen Grausamkeiten. Nach Ende des Krieges wurde der zurückgekehrte Vater als Deserteur verurteilt und war jahrelang in einem Arbeitslager interniert. Tschikatilos Schwester beschrieb die Mutter später als hart und unversöhnlich, während sie den Vater einen freundlichen Mann nannte.
Der Junge, der oft von seiner Mutter geschlagen wurde, schlief lange im Bett seiner Eltern – obwohl er bis zu seinem zwölften Lebensjahr Bettnässer war. Als Kind hatte er Angst vor Monstern, Hexen und Wölfen, von denen er glaubte, sie würden Kinder fressen.
Andrei war ein schwächliches Kind mit einer schweren Sehstörung. Er galt als strebsamer und guter Schüler, wurde aber immer wieder von anderen Kindern gehänselt, ohne sich in irgendeiner Form zur Wehr setzen zu können. In der Schule tat sich Tschikatilo durch gute Leistungen hervor und identifizierte sich darüber hinaus als Kommunist.
Mit zunehmendem Erwachsenwerden stellte er fest, dass er impotent war. Seine Reiz- und Erregungsschwelle war derart hoch, dass sie, verbunden mit einer chronischen Erektionsschwäche, einen normalen Verkehr beinahe unmöglich machte. Sein Lebensgefühl beschrieb er später als ohne Genitalien und Augen geboren worden zu sein. Tschikatilos angeschlagenes Selbstwertgefühl und seine soziale Zurückgezogenheit verstärkten sich in Folge weiter.
Um den Ruf seines Vaters als Landesverräter auszugleichen, versuchte er der Sowjetunion eifrig zu dienen. Er bewarb sich zum Studium der Rechtswissenschaften an der Universität von Moskau, wurde jedoch abgelehnt. Daraufhin ging er für zwei Jahre nach Nischni Tagil im Ural, arbeitete auf Großbaustellen und besuchte Vorlesungen in Ingenieurwissenschaften. Er schrieb patriotische Artikel für Zeitungen, trat der KPdSU bei und ließ sich als Informant für die Polizei anwerben. Nach seinem Militärdienst von 1957 bis 1960, den er zum Teil als Nachrichtentechniker in Berlin verbrachte, kehrte Andrei Tschikatilo in sein Heimatdorf zurück. Dort begann er eine Beziehung mit einer jungen, kurz zuvor geschiedenen Frau. Versuche, Geschlechtsverkehr zu haben, scheiterten stets an Tschikatilos Unfähigkeit, eine Erektion zu bekommen, sodass die Frau bei einer Freundin um Rat fragte. Daraufhin verbreiteten sich in dem kleinen Dorf schnell die Gerüchte über Tschikatilos Impotenz. Schwer gedemütigt und beschämt versuchte dieser sich zu erhängen, wurde jedoch rechtzeitig gefunden und gerettet. Nach dem Vorfall verließ er seine Heimat und zog in das Umland von Rostow am Don, wo er eine Anstellung als Nachrichtentechniker fand. Seine Mutter und Schwester kamen wenig später nach.

### Heirat und eigene Familie
1963 erfolgte die Hochzeit mit seiner Frau Feodosija, die er durch seine Schwester Tatjana kennengelernt hatte. Tschikatilo beschrieb die Ehe später als durch seine Schwester und deren Mann arrangiert. 1965 wurde seine Tochter und 1969 sein Sohn geboren. Aufgrund seiner Impotenz war es ihm nicht leicht gefallen, Vater zu werden. Seine Frau konnte er nur schwängern, indem er masturbierte und seine Frau anschließend manuell besamte.
Seine Frau hatte sich mit der Impotenz Tschikatilos abgefunden und blieb bei ihm. 1965 begann er parallel zu seinem Beruf ein Studium für Russische Literatur und Sprache an der Universität Rostow, das er 1970 erfolgreich abschloss.

### Berufliches und erste Straftaten
Noch im selben Jahr nahm Tschikatilo eine Lehramtsstelle im nahegelegenen Nowoschachtinsk auf, einer Industriestadt mit damals etwa 100.000 Einwohnern nördlich von Rostow.
Er wurde Russisch- und Sportlehrer, aber es zeigte sich schnell, dass er für seine Schüler keine Autoritätsperson war. Er konnte sich nicht richtig durchsetzen, wurde von Schülern gedemütigt und sogar tätlich angegriffen und war täglich deren Spott ausgesetzt. Dies führte dazu, dass er mehrmals seinen Arbeitsplatz wechseln musste. 
1973 beging er seinen ersten sexuellen Missbrauch, als er eine 15-jährige Schülerin beim Schwimmunterricht an Brüsten und Genitalien berührte. Nach dem Bekanntwerden weiterer ähnlicher Fälle wurde Tschikatilo aus dem Schuldienst entlassen. 1978 zog Tschikatilo schließlich in die Nachbarstadt Schachty und versuchte sich dort als Lehrkraft an einer Bergwerksschule. Seinen Beruf als Lehrer gab er 1981 endgültig auf, nachdem erneut Vorwürfe laut wurden, Tschikatilo habe Jungen und Mädchen sexuell missbraucht. 1981 trat er eine Stelle als Lagerverwalter in einer Lokomotivfabrik in Rostow an. Durch seinen neuen Beruf musste er oft lange Dienstreisen in der gesamten Sowjetunion unternehmen.

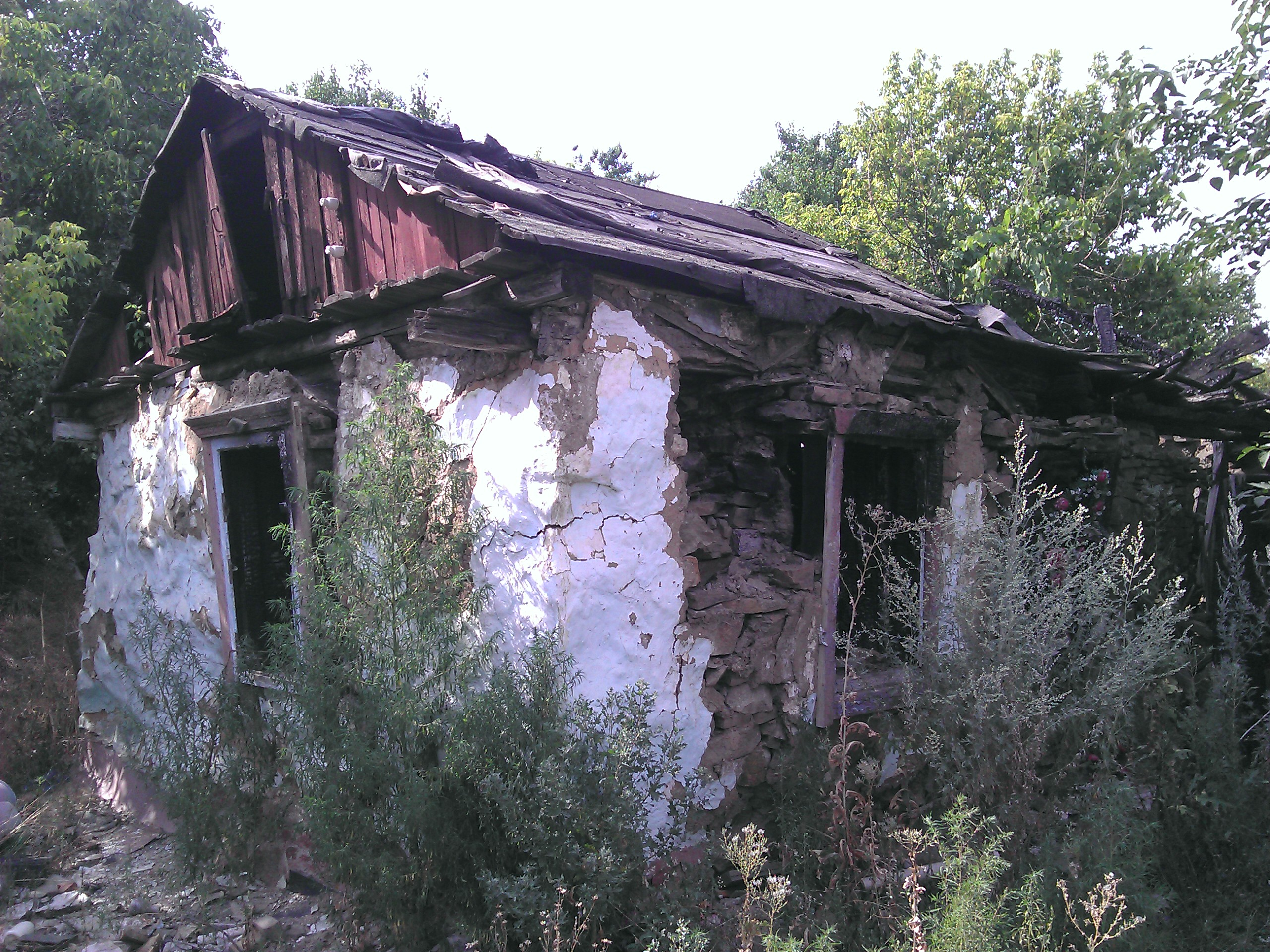
Das Haus in Schachty, in dem Tschikatilo seinen ersten Mord beging, 2015

Im September 1978 kaufte er ein halb verfallenes Häuschen in Schachty, wohin er einige seiner Opfer lockte und wo er seinen ersten Mord beging.

## Chronik über Tschikatilos Morde von 1978 bis 1990

### 1978 – der erste Mord
- 22. Dezember: Nachdem ihn einige Schüler körperlich misshandelt, getreten und geschlagen hatten, ging Tschikatilo in ein Kaufhaus und kaufte sich ein Klappmesser – seine erste Mordwaffe. Er selbst gab an, er brauche es zur Selbstverteidigung. Schüler hatten zuvor den schwächlichen Tschikatilo ungehindert angegriffen, da dieser sich erpressbar gemacht hatte, als er nachts in den Schlafsaal der Schüler eingedrungen und einem Jungen gegenüber zudringlich geworden war. Tschikatilo nahm sich vor zu trinken, sich mit einer Frau zu vergnügen und so seinen Ärger abzureagieren. Er kaufte Alkohol und machte sich auf den Weg in seine Datscha. Auf dem Weg dorthin traf er zufällig das neun Jahre alte Mädchen Jelena Sakotnowa, das er ansprach und in seine Datscha lockte. Da es ihm nicht gelang, die Neunjährige sexuell zu missbrauchen, tötete er sie, indem er ihr mit seinem Messer mehrfach in den Unterleib stach, und ejakulierte anschließend auf ihren Leichnam.[5][8]

Anschließend kleidete er das Kind wieder an und warf es in einen nahe gelegenen Fluss. Die Leiche wurde erst zwei Tage später gefunden.
Tschikatilo geriet schnell unter Verdacht, den Mord an Jelena Sakotnowa begangen zu haben und wurde mehrfach verhört. So konnten im Schnee in der Nähe seiner Datsche Blutspuren und in einiger Entfernung auch der Schulranzen des Kindes gefunden werden. Er wurde darüber hinaus von einem Zeugen am Tag des Mordes in der Nähe des Tatorts gesehen und Nachbarn bestätigten, dass Tschikatilo am 22. Dezember in seiner Datscha gewesen sei. 
Kurz darauf geriet jedoch der einschlägig vorbestrafte 25-jährige Arbeiter Alexander Krawtschenko ins Visier der Polizei. In seiner Wohnung fand die Polizei Kleidung mit Blutspritzern, deren Blutgruppe mit der von Sakotnowa und Krawtschenkos Frau übereinstimmten. Krawtschenko hatte als Jugendlicher wegen Vergewaltigung und Mord an einer Gleichaltrigen eine Haftstrafe verbüßt und während des Verhörs widersprüchliche Aussagen gemacht. Seine Frau gab bei der Polizei mehrfach an, ihr Mann sei zum Tatzeitpunkt mit ihr zusammen in ihrer Wohnung gewesen, was auch von Nachbarn bestätigt wurde, widerrief aber ihre Aussage, nachdem die Polizei sie unter Druck setzte und drohte, sie wegen Komplizenschaft bei dem Mord an Sakotnowa anzuklagen. Alexander Krawtschenko wurde schließlich für den Mord verurteilt, zunächst zu einer lebenslangen Gefängnisstrafe. Auf Druck der Angehörigen des Kindes wurde das Verfahren jedoch neu aufgerollt, Krawtschenko zum Tode verurteilt und 1983 hingerichtet.
Tschikatilo gab später an, dass er nach diesem ersten Mord einen Orgasmus nur noch durch die brutale Tötung seiner Opfer erreichen konnte. Er sagte später aus, dass er nach seinem ersten Mord zunächst noch versuchte, seine Triebe zu unterdrücken. Acht Monate später verübte er jedoch seinen zweiten Mord.

### Allgemeines zur Vorgehensweise
Während seiner Mordserie, durch die in Russland im Laufe von 12 Jahren mindestens 53 Menschen getötet wurden, entwickelte Tschikatilo einen für ihn typischen Modus Operandi. Er sprach Ausreißerinnen, Obdachlose oder (ab 1983) Prostituierte an und lockte sie in einen Wald. In der Regel versuchte er sie zu vergewaltigen und tötete sie aus Wut darüber, dass ihm dies aufgrund seiner Impotenz nicht gelang. Nur durch die Verstümmelung der Ermordeten konnte er zum Orgasmus kommen. Die Morde führte er auf unterschiedliche Art aus; einige Opfer wurden erstochen, andere erwürgt oder mit einem Hammer erschlagen. Männliche Opfer kastrierte er, die Genitalien seiner weiblichen Opfer verzehrte er, entweder roh oder nachdem er sie auf einem improvisierten Feuer im Wald gekocht hatte.

### 1981: das zweite Opfer
- 3. September: Tschikatilo traf die 17-jährige Larissa Tkatschenko an einer Bushaltestelle vor der Bibliothek in Rostow, lockte sie in ein nahe gelegenes, verlassenes Waldstück und tötete sie dort. Aus der Leiche biss er Hautstücke und eine Brustwarze heraus. Sie wurde am 4. September am Ufer des Don gefunden.

### 1982: sieben Morde

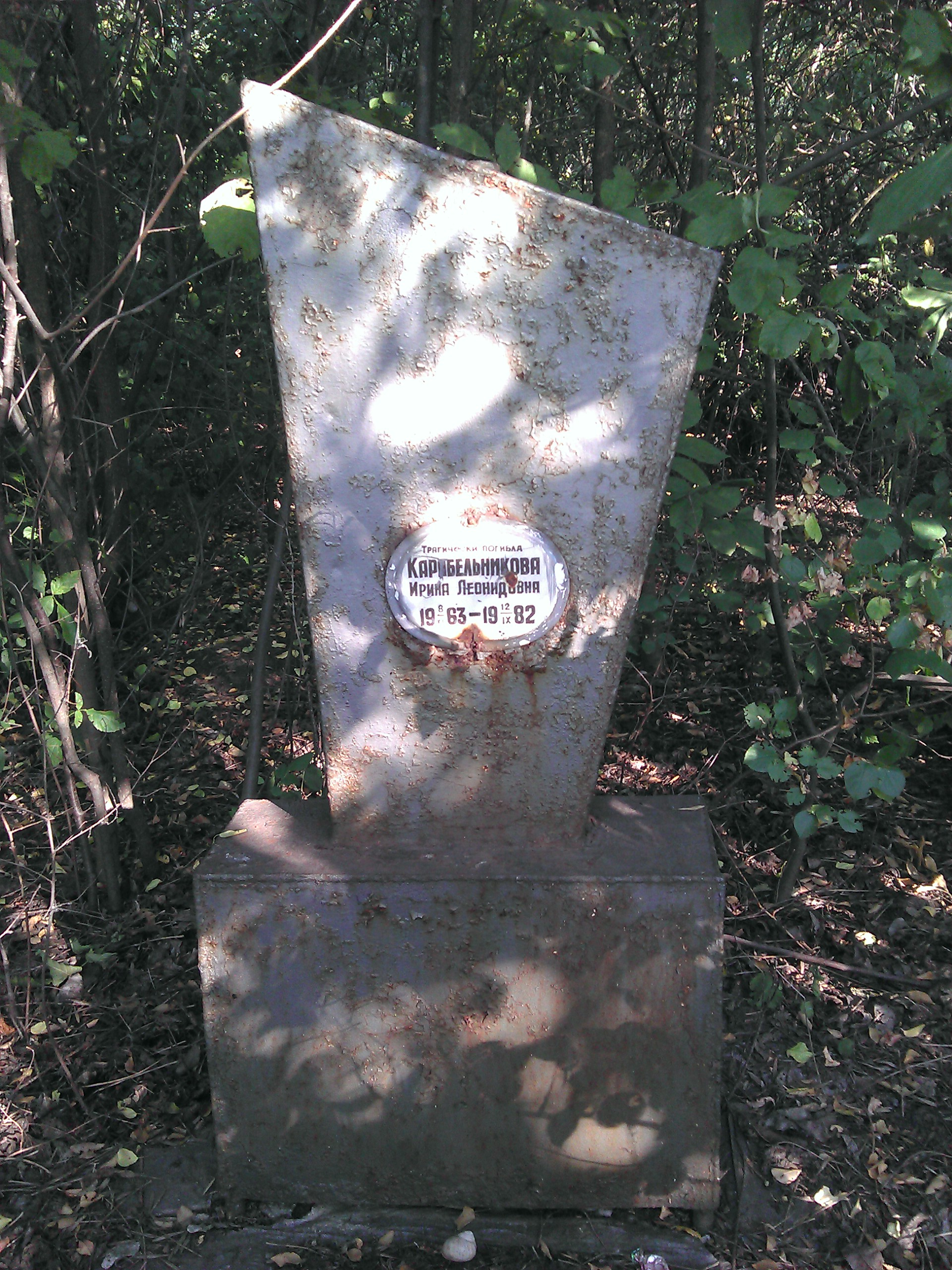
Ein Denkmal für Irina Karabelnikowa, von ihrem Vater am Ort des Mordes errichtet, 2015

- 6. Juni: Sein nächstes Opfer war die 13-jährige Ljuba Birjuk. Die Leiche wurde am 27. Juni auf einem Waldweg im Rostower Umland gefunden.
- 25. Juli: Während einer Reise nach Krasnodar tötete er Ljuba Wolobujewa. Die Leiche wurde am 7. August gefunden.
- 13. August: Tschikatilo tötete den neunjährigen Oleg Poschidjew, sein Leichnam wurde bis heute nicht gefunden.
- 16. August: An diesem Tag wurde die 16-jährige Olga Kuprina ermordet. Die Leiche wurde am 27. Oktober entdeckt.
- 8. September: Er ermordete die 19-jährige Irina Karabelnikowa. Die Leiche wurde am 20. September auf dem Land in der Nähe von Schachty gefunden.
- 15. September: Tschikatilo tötete den 15-jährigen Sergej Kusmin. Die Leiche wurde am 12. Januar 1983 gefunden.
- 11. Dezember: Er tötete die zehnjährige Olja Stalmatschenok in Nowotscherkassk, ihre Überreste wurden fünf Monate nach der Tat am 11. April 1983 gefunden.

### 1983: acht Morde
In diesem Jahr änderte Tschikatilo sein bisheriges Opferprofil und suchte sich ab jetzt verstärkt erwachsene, weibliche Prostituierte als Opfer.
- Zwischen dem 15. und 20. Juni ermordete Tschikatilo die 15-jährige Laura Sarkisjan. Ihre Leiche ist bis zum heutigen Tag nicht gefunden worden.
- Im Juli tötete er zwei weitere Menschen, an die genauen Daten konnte sich Tschikatilo jedoch nicht mehr erinnern. Zuerst ermordete er die 13-jährige Ira Dunenkowa, deren ältere Schwester kurzzeitig Tschikatilos Geliebte gewesen war. Ihre Leiche wurde in der Nähe des Flughafens Rostow im Park des Fliegers am 8. August gefunden. Später tötete er auch die 24-jährige Ljuda Kutsjuba, deren sterblichen Überreste fand man am 12. März 1984 außerhalb von Schachty.
- 8. August: Sein nächstes Opfer war der siebenjährige Igor Gudkow. Die Leiche wurde 20 Tage später ebenfalls im Park des Fliegers in Rostow entdeckt.
- 19. September: Er tötete die 22-jährige Walja Tschutschulina, ihre Überreste fand man am 27. November außerhalb von Schachty.
- Im Herbst 1983 ermordete Tschikatilo eine 18- bis 25-jährige Frau, deren Identität nicht eindeutig geklärt werden konnte. Ihre Leiche wurde im Oktober in der Nähe von Nowotscherkassk gefunden.
- 27. Oktober: In einer Bergbaustadt nahe Schachty brachte er die 19-jährige Vera Schewkun um. Die Leiche wurde am 30. Oktober gefunden.
- 27. Dezember: Auf seinem Heimweg verschwand der 14-jährige Sergej Markow. Sein Leichnam wurde am 4. Januar 1984 gefunden.

### 1984: 15 Morde
- 9. Januar: Die 17-jährige Natalja Schalapinina wurde ermordet. Fund der Leiche am 10. Januar im Park des Fliegers in Rostow.
- 21. Februar: Marta Rjabjenko wurde in Schachty ermordet und am selben Tag gefunden.
- 24. März: Dima Ptaschnikow (13) wurde ermordet. Die Leiche wurde am 27. März in dem Nowoschachtinsker Vorort Atx gefunden.
- 25. Mai: Tschikatilo brachte zwei Menschen an einem Tag um: die 32-jährige Tanja Petosjan, gefunden am 27. Juni, und ihre elfjährige Tochter Sweta, gefunden am 5. Juni.
- Juni/Juli: Jelena Bakulina (27) wurde ermordet – das genaue Todesdatum lässt sich nicht feststellen.
- 10. Juli: Der 13-jährige Dima Illarionow wurde in Rostow getötet und am 12. August gefunden.
- 19. Juli: Anna Lemeschewa (19) wurde ermordet, die Leiche wurde 6 Tage später in der Nähe von Schachty gefunden.
- Ende Juli: Tschikatilo ermordete die 20-jährige Swetlana Tschana.
- 2. August: Die 16-jährige Natascha Golosowskaja wurde im Park des Fliegers in Rostow ermordet.
- 7. August: Die 17-jährige Ljudmila Alexejewa wurde umgebracht. Die am 10. August gefundene Leiche lag am Ufer des Don.
- 8.–11. August: Auf Geschäftsreise in Usbekistan ermordete Tschikatilo eine unbekannte Frau.
- 13. August: Immer noch in Usbekistan tötete er die 12-jährige Akmarala Sejdaliewa.
- 28. August: Nachdem er zurück zu Hause war, tötete er Alexander Tschepel (11). Der Tatort lag nahe dem des Alexejewa-Mordes drei Wochen zuvor.
- 6. September: Die 24-jährige Irina Lutschinskaja wurde im Park des Fliegers in Rostow ermordet, die Leiche einen Tag später gefunden.

### 1985: zwei Morde
Am 13. September 1984 wurde Tschikatilo von einem Zivilpolizisten beobachtet, wie er versuchte, junge Frauen von einer Bushaltestelle wegzulocken. Er wurde verhaftet, es konnte ihm die Mordserie aber nicht nachgewiesen werden. Stattdessen wurde er wegen Diebstahls bei seinem Arbeitgeber zu einem Jahr Haft verurteilt, aber bereits nach drei Monaten am 12. Dezember 1984 wieder entlassen. Er nahm eine neue Arbeit in Nowotscherkassk an und hielt sich von nun an mit weiteren Taten zurück. 1985 gab es zwei nachgewiesene Taten, 1986 gar keine.
- 31. Juli: Natalja Pochlistowa (18) wurde aus einem Zug nahe dem Flughafen Moskau-Domodedowo gelockt. Ihre Leiche fand man am 3. August.
- 27. August: In einer Baumgruppe nahe einer Bushaltestelle in Schachty wurde Irina Guljajewa (18) umgebracht. Am folgenden Tag fand man ihre Leiche.

### 19 Monate Pause und ein Täterprofil
Zwischenzeitlich war mit Hilfe des Profilers Alexandr Buchanowski ein Täterprofil entstanden, in dem festgestellt wurde, es handle sich bei dem Täter um einen Nekro-Sadisten zwischen 45 und 50, der durch Aggressionen Leid, Qualen und schließlich den Tod seiner Opfer auslöste, um dadurch sexuell erregt zu werden. Um möglicherweise Rückschlüsse auf das Verhalten von Serienmördern ziehen zu können, interviewte Buchanowski sogar den 1985 verhafteten Serienmörder Anatoli Jemeljanowitsch Sliwko, eine Methode, für die bisher in erster Linie amerikanische Fallanalytiker bekannt waren.
In der Retrospektive wird festgestellt, dass Tschikatilo bereits sehr früh in seiner Persönlichkeitsentwicklung gestört gewesen sein muss und darüber hinaus paraphil war. Durch die fehlende Fähigkeit zur Impulskontrolle setzte er seine Fantasien in die Realität um, wobei er als psychopathisch veranlagter Täter keine Empathie für seine Opfer empfunden haben dürfte. Die Art und Weise, wie er später selbst über seine eigenen Taten berichtete, bestätigt diese Beobachtung.

### 1987: drei Morde
- 16. Mai: Oleg Makarenkow (13) wurde in Swerdlowsk in der heutigen Ukraine Opfer von Tschikatilo. Dieser führte die Ermittler nach seiner Festnahme zu den sterblichen Überresten des Jungen.
- 29. Juli: Während einer Geschäftsreise tötete er Iwan Bilowetschki (12) in Saporischschja. Die Leiche wurde am folgenden Tag gefunden.
- 15. September: In der Oblast Leningrad wurde Juri Tereschonok (16) aus einem Zug gelockt. Auch sein Körper konnte erst durch Tschikatilo nach dessen Festnahme aufgefunden werden.

### 1988: drei Morde
- 1.–4. April: Nahe dem Bahnhof von Krasny Sulin wurde eine unbekannte Frau umgebracht, deren Leiche am 6. April gefunden wurde. Ihr Alter wurde auf 18–25 geschätzt.
- 15. Mai: Der 9-jährige Alexei Woronko wurde in der Nähe des Bahnhofes von Ilowajsk (heutige Ukraine) getötet.
- 14. Juli: Erstmals seit 1985 gab es wieder ein Opfer im Umkreis von Rostow. Die Leiche von Jewgeni Muratow (15) wurde neun Monate später, am 10. April 1989, gefunden.

### 1989: fünf Morde
- 8. März: Die 16-jährige Ausreißerin Tatjana Ruschowa aus Krasny Sulin wurde in der Wohnung von Tschikatilos eigener Tochter ermordet.
- 11. Mai: Einen Tag nach seinem achten Geburtstag wurde Alexander Djakonow im Stadtzentrum von Rostow ermordet. Seine Leiche wurde am 14. Juli gefunden.
- 20. Juni: Östlich von Moskau in der Oblast Wladimir wurde Alexei Moissejew (10) umgebracht. Tschikatilo gestand diesen Mord später.
- 19. August: Die ungarische Studentin und junge Mutter Helena Varga (19) wurde aus einem Bus gelockt und in einem Dorf nahe Rostow getötet.
- 28. August: Alexei Chobotow (10) wurde außerhalb eines Theaters in Schachty letztmals gesehen. Tschikatilo führte die Polizei später zu seinen Überresten.

### 1990: acht Morde
- 14. Januar: Andrei Krawtschenko (11) wurde aus einem Kino gelockt und in Schachty ermordet. Seine Leiche wurde am 19. Februar gefunden.
- 7. März: Der junge Jaroslow Makarow (10) wurde vom Rostower Bahnhof weggelockt und im dortigen botanischen Garten umgebracht.
- 4. April: Von einem Bahnhof nahe Schachty wurde Ljubow Zujewa (31) weggelockt. Ihre sterblichen Überreste wurden am 24. August gefunden.
- 28. Juli: Wenige Meter von der Stelle entfernt, an der bereits im März Jaroslow Makarow im Botanischen Garten von Rostow getötet worden war, starb nun auch Wiktor Petrow (13).
- 14. August: Am Strand von Nowotscherkassk wurde Iwan Fomin (11) ermordet. Seine Leiche wurde drei Tage später gefunden. Medien nannten diesen Mord später den wohl dreistesten, da der Täter den Elfjährigen ins Schilf lockte, wo er ihn zerfleischte, obwohl eine Gruppe von Badegästen in der Nähe war.[11]
- 16. Oktober: Wadim Gromow (16) kam aus Schachty und verschwand während einer Zugfahrt nach Taganrog.
- 30. Oktober: Sein vorletztes Opfer Viktor Tischenko (16) tötete Tschikatilo in Schachty nahe einem kleinen Bahnhof. Während des Kampfes biss dieser Tschikatilo in den Finger. Diese Verletzung konnte nach der Festnahme festgestellt und diesem Mord zugeordnet werden.
- 6. November: Swetlana Korostik (22) war das letzte Opfer der Mordserie. Ihre Leiche wurde am 13. November in einem Waldgebiet nahe einem Bahnhof gefunden.

## Die Ermittlungen

### Anfangszeit
Im Fall der Tschikatilo-Morde ermittelte die Polizei bereits seit dem ersten Mord 1978 mit zunehmender Intensität. Jedoch wurde von der Miliz erst spät erkannt, dass die Taten einem Einzeltäter zuzuordnen waren, da Tschikatilo hinsichtlich seines Opfertyps weniger festgelegt war als die meisten Serienmörder. Er tötete Mädchen, Jungen, Frauen und auch Mütter, in einem Fall eine Mutter zusammen mit ihrer Tochter, lediglich Männer ließ er aus. Entweder entsprachen sie nicht seiner Sexualpräferenz oder er hatte zu viel Angst vor möglicher Gegenwehr.
1984 wurde zeitweise sogar daran gedacht, Schachty vollständig zu evakuieren und die 200.000 Bewohner in der ganzen UdSSR zu verteilen. Die Pläne scheiterten jedoch daran, dass auch der Mörder mit umgezogen wäre und wahrscheinlich in einem anderen Ort weiter gemordet hätte.

### Weitere Auswirkungen der Ermittlungen
Während der zwölf Jahre andauernden Ermittlungen, an der 127 Ermittler beteiligt waren, wurden knapp eine halbe Million Menschen überprüft und 165.000 Blutproben ausgewertet.
Dabei waren bereits 1984 über 400 Homosexuelle aus der Umgebung von Rostow überprüft worden. Nach dem damals geltenden Anti-Sodomie-Gesetz wurden 105 von ihnen zu Haftstrafen verurteilt, mit der Folge, dass drei von ihnen sich das Leben nahmen.
Weitere zu Unrecht Beschuldigte starben entweder in Untersuchungshaft oder begingen ebenfalls Selbstmord. Alexander Krawtschenko gestand unter Folter einen Mord, den Tschikatilo begangen hatte. Dafür wurde der damals 20-Jährige am 23. März 1982 hingerichtet.
Während der Überprüfung Verdächtiger konnten die Ermittler allerdings auch insgesamt 1.662 andere Verbrechen aufklären, zu denen 95 Morde und 245 Vergewaltigungen zählten.

### Tschikatilo als biologischer Sonderfall
Tschikatilo wurde vor seiner Verhaftung bereits zweimal verdächtigt und sogar in Gewahrsam genommen und verhört. Das erste Mal nach dem Mord an Elena Sakotnowa im Jahre 1978, dann nochmals im Jahr 1984. Dennoch konnte man ihn nicht mit den Morden in Verbindung bringen.
Auf allen erstochenen Leichen waren Spermien gefunden worden, die auf einen Täter mit der Blutgruppe A schließen ließen. Als Tschikatilo erstmals als der gesuchte Lessopolossa-Mörder inhaftiert wurde, lagen bereits einige belastende Indizien gegen ihn vor. Die Blutgruppenanalyse aus Moskau ergab jedoch, dass er die (mit 5 Prozent Verbreitung) sehr seltene Blutgruppe AB hatte und nicht A, wie der vermeintliche Täter. Aus diesem Grund ließ man ihn wieder laufen.
Zahlreiche Publikationen über den Fall befassen sich mit dem Phänomen, auf dem diese Fehleinschätzung basierte. Insbesondere in der Transfusionsmedizin und für forensische Zwecke unterscheidet man mittlerweile zwischen einer Gruppe von Menschen, deren Blutgruppen-Antigene in Körperflüssigkeiten wie Speichel, Schleim und Sperma enthalten sind, die sogenannten Secretors oder Sekretoren, und der deutlich kleineren Gruppe, bei denen dies nicht der Fall ist. Mit 80 Prozent Verbreitung ist der Sekretor fast die Norm, während der andere Typ, der non-Secretor, selten auch aberranter Sekretor genannt, nur 20 Prozent der Fälle ausmacht. Daher ließen Tschikatilos Körperflüssigkeiten keinen direkten Rückschluss auf seine Blutgruppe zu.

### Fazit der Ermittlungen bis 1989
Nach Recherchen des Spiegels verliefen die Ermittlungen vor 1989 insgesamt hektisch und chaotisch. So wurde die Öffentlichkeit beispielsweise nicht gewarnt oder zur Mithilfe aufgerufen, obwohl allein sieben Leichen in einem Waldstück beim Flugplatz von Rostow gefunden worden waren. In der Bevölkerung kursierte unterdessen das Gerücht, eine Organhandel-Bande aus Armenien schlachte die Opfer aus, denen mitunter das Herz oder die Gebärmutter fehlten.
Erst in der Schlussphase der Ermittlungen wurde die Öffentlichkeit um Unterstützung gebeten.

### Enttarnung und Verhaftung
Die Reformpolitik (Perestroika und Glasnost) Gorbatschows eröffnete den Medien immer mehr Möglichkeiten zur Berichterstattung. Nach dem Mörder, der inzwischen schon mehr als 40 Menschen umgebracht hatte, wurde zunehmend öffentlich gefahndet. Laut Angaben der Miliz wurden in allen Schulen Rostows und Schachtys Aufklärungskampagnen durchgeführt. An jeder Eisenbahnstrecke um Rostow patrouillierten rund um die Uhr insgesamt mehr als 600 Milizbeamte.
An einer kleinen Station entdeckte ein wachhabender Beamter Tschikatilo, der 200 Meter entfernt vom Bahnhof aus dem Wald kam. Er hatte rote Flecken und war stark mit Schlamm beschmutzt, welchen er mit Wasser aus einem Hydranten abzuwaschen versuchte. Die Milizionäre hatten die Anweisung, die Personalien jedes Passanten am Bahnhof zu kontrollieren. Tschikatilos Dokumente waren einwandfrei, weshalb er ungehindert in den einfahrenden Zug einsteigen konnte. Diese Begegnung wurde allerdings in einem Bericht festgehalten, der dem Polizeirevier in Rostow übermittelt wurde.
Durch Zufall entdeckten zwei Kommissare Kleidungsreste an derselben Stelle, an der Tschikatilo aus dem Wald kommend gesehen worden war. Einige Monate zuvor war hier schon einmal eine Leiche gefunden und alles abgesucht worden, wobei die Kleidungsreste entdeckt worden wären. Nach einer ausgiebigen Suche mit 40 Beamten und Hunden fand man eine Kinderleiche. Tschikatilo geriet immer mehr ins Fadenkreuz der Ermittler.
Danach wurde er rund um die Uhr von Fahndern des KGB auf seinem Weg zur Arbeit observiert, auch sein Verhalten im Zug sowie sein Privatleben wurden beobachtet. Am 20. November 1990 griff die Polizei zu und drei Beamte in Zivil nahmen Tschikatilo fest. Weder wehrte er sich, noch fragte er nach dem Grund für die Verhaftung. Die Ermittler hatten Bedenken, Tschikatilo könnte einen Nervenzusammenbruch oder einen Herzinfarkt bei der Festnahme erleiden, da er bereits 50 Jahre überschritten hatte.

## Verhöre
Tschikatilo wurde in das Miliz-Hauptquartier nach Rostow gebracht und mit seinem Mantel, seiner Ledermütze und seiner großen Aktentasche fotografiert. Ordnungsgemäß wurden eine Haar- und eine Blutprobe genommen. Die Durchsuchung der von ihm mitgeführten Aktentasche bestätigte die Ermittler in ihrem Verdacht, denn es befanden sich keine Akten oder Dokumente darin, sondern zwei Stricke, ein Taschenspiegel und ein Küchenmesser mit einer fast 30 cm langen Klinge.
Während der Verhöre saß Tschikatilo den Beamten immer schweigend gegenüber und behauptete, dass er nur von den Behörden festgehalten und drangsaliert werde, weil er oft Beschwerden über korrupte Beamte verschickt habe.

### 23. November
An diesem Tag wurde Tschikatilos Haltung zu Prostituierten und Landstreichern durch folgende Aussage deutlich:
„Ich habe oft meine Zeit auf Bahnhöfen verbracht, in Fern- und Nahverkehrszügen und in Bussen. Es halten sich dort immer eine Menge unterschiedlicher Landstreicher auf, sowohl junge als auch alte. Sie betteln, fordern und stehlen. Ich habe in Bahnhöfen Szenen aus dem Sexualleben dieser Landstreicher beobachtet. Und dabei wurde mir klar, wie demütigend es ist, dass ich nie fähig war, mich als richtigen Mann zu empfinden. Er stelle sich die Frage, ob diese degenerierten Elemente überhaupt das Recht besitzen, zu existieren.“ (Auszug aus dem Verhörprotokoll der Miliz Rostow)
Später sagte er, er sei dankbar, dass man ihn gefasst habe. Er beteuerte zwar nicht mehr seine Unschuld, sprach jedoch nicht über die Morde. Sein übersteigertes Schamgefühl machte es ihm kaum möglich, mit einem anderen Mann über die Morde und seine sexuellen Handlungen zu sprechen.

### 29. November
Die Zeit für die Beamten wurde knapp, zehn Tage durfte man einen Verdächtigen nach sowjetischem Recht festhalten, länger nur, wenn eine Anklage gegen ihn erhoben wurde. Am 30. hätte man Tschikatilo wieder entlassen müssen.
Die Ermittler unternahmen deshalb einen Strategiewechsel. Kein Milizbeamter sollte Tschikatilo zum Reden bringen, sondern Alexander Buchanowski, ein ortsansässiger Psychiater, welcher gemeinsam mit Tschikatilo eine detaillierte Liste der Morde erstellen sollte. Buchanowski willigte nur unter drei Bedingungen ein:
- Buchanowski würde Tschikatilo als Arzt und nicht als Ermittler gegenübertreten;
- Buchanowski würde seine eigenen Aufzeichnungen machen, anstatt eine Aussage aufzunehmen;
- Sollte Tschikatilo tatsächlich seine Taten gestehen, sollte nichts, was Buchanowski mit ihm besprochen hatte, gegen Tschikatilo verwendet werden.

Die Behörden willigten ein. Zwischen Tschikatilo und Buchanowski entstand in der Folge ein vertrauliches Verhältnis. Tschikatilo erzählte von seiner Kindheit und erzählte seine Lebensgeschichte. Am Abend des 29. November gab Tschikatilo zum ersten Mal zu, einen Mord begangen zu haben.

### 30. November
Gegen Tschikatilo wurde formell Anklage erhoben, in der er beschuldigt wurde, in der Zeit von 1982 bis 1990 36 Morde verübt zu haben.

### Die folgenden Wochen
Tschikatilo erzählte, was die Behörden hören wollten. 34 Morde gestand er, jedoch bestritt er zwei aus dem Jahre 1986 und leugnete, mit den Opfern sexuellen Verkehr gehabt zu haben, dies sei aufgrund seiner Impotenz nicht möglich gewesen. Er sprach bei Vernehmungen selten lauter als im Flüsterton und gestand im Nachhinein sogar den Mord an der neunjährigen Elena im Jahr 1978.
Seine Aussagen waren vage, wobei bedacht werden musste, dass sein erster Mord schon mehr als zwölf Jahre zurücklag und er sich an Einzelheiten nicht mehr erinnern konnte.
Letztlich gestand er auch Morde außerhalb der Stadt Rostow und ihrer unmittelbaren Umgebung wie diejenigen im Jahr 1987 in Moskau, welche nicht mit ihm in Verbindung gebracht worden waren. Er berichtete auch von Morden, welche der Miliz noch gar nicht bekannt waren. Erst als man mit Tschikatilo die von ihm beschriebenen Orte aufsuchte, fand man die Leichen. Bei zwei seiner Geständnisse konnte die Polizei trotz Beschreibung von Tschikatilo die Leichen nicht finden und so auch nicht deren Identität feststellen. Diese zwei Geständnisse wurden deshalb für nichtig erklärt.
Schließlich wurden 53 Morde aufgeklärt, bei drei weiteren Opfern ist die Beteiligung von Tschikatilo nicht eindeutig nachweisbar. Er wurde für den Tod von 21 Frauen und 32 Kindern (21 Jungen und 10 Mädchen) verurteilt.

## Verurteilung und Hinrichtung
Der Gutachter Andrei Tkatschenko stellte fest, dass Tschikatilo ein sexuell sadistischer Psychopath war, befand ihn jedoch nicht für geisteskrank. Somit lag keine Schuldunfähigkeit vor, was die Todesstrafe, auch aufgrund der detaillierten Geständnisse, sehr wahrscheinlich werden ließ.
Im April 1992 begann der Gerichtsprozess gegen Tschikatilo vor dem Bezirksgericht Rostow. Man hatte zu seinem eigenen Schutz vor den Gerichtszuschauern einen Käfig für ihn aufgestellt. Bisher kannte die Bevölkerung, auch die Angehörigen der Opfer, Tschikatilo weder namentlich, noch gab es Fotos von ihm. Es wurde lediglich ein Phantombild veröffentlicht, wobei Tschikatilo nur mit dem Pseudonym Bürger T. bezeichnet wurde. Die Jury und zahlreiche Schaulustige hegten einen starken Hass auf Tschikatilo, sodass der Richter Leonid Akubschanow alle Mühe hatte, die Ruhe im Gerichtssaal zu wahren.
Schließlich wurde Andrei Romanowitsch Tschikatilo am 14. Oktober 1992 nach geltendem Recht in drei Schritten verurteilt:
- Todesstrafe und 56 Jahre Haft für die Morde in Russland
- Todesstrafe und 5 Jahre Haft für die Morde in der Ukraine
- Todesstrafe und 25 Jahre Haft für die Morde in Usbekistan
- Insgesamt: Dreifache Todesstrafe und 86 Jahre Haft.

Nach russischem Gesetz hatte er sieben Tage Zeit, vor dem Obersten Gericht in Revision zu gehen, ein Antrag auf Berufung hätte jedoch kaum Erfolgsaussichten gehabt. Nach dem Urteil wurde er in den Todestrakt des Gefängnisses von Nowotscherkassk gebracht und dort am 14. Februar 1994 durch Genickschuss hingerichtet.

## Adaptionen

### Bücher
True Crime
- Mikhail Krivitch, Olgert Olgin: Der Mann aus der Hölle. Heyne, München 1995, ISBN 3-453-06367-8.
- Richard Lourie: Tschikatilo. Die Jagd nach dem Teufel von Rostow. Goldmann, München 1997, ISBN 3-442-42201-9.
- Peter Conradi: Der Todesengel von Rostow. Bastei Lübbe, Köln 1997, ISBN 3-404-13456-7.
- Robert Cullen: The Killer Department. Pantheon Books, New York 1993, ISBN 0-679-42276-5.

Fiktion
- Tom Rob Smith: Kind 44. Dumont Buchverlag, Köln 2008, ISBN 978-3-8321-8056-0.

Der Fall ist, außer in den hier genannten Büchern, Teil zahlreicher Enzyklopädien, die sich mit Serienmördern befassen.

### Verfilmungen
Andrei Tschikatilos Lebensgeschichte bildet die Basis für den 1995 erschienenen Film Citizen X. In dem Film werden die Morde und die Suche nach dem Serienmörder aus der Sicht der Ermittler beschrieben. Im Drehbuch wird jedoch eine andere These für die jahrelang dauernde Suche nach dem Täter aufgegriffen. So wurde angeblich aus politischen Gründen lange Zeit ein aufwendiger und imageschädigender Großeinsatz verhindert. Nachdem die Blutuntersuchung bei der ersten Verhaftung Tschikatilos eine andere als die gesuchte Blutgruppe ergeben hatte, wurde er auf politischen Druck wieder freigelassen. Dies wird mit der Mitgliedschaft des Mörders in der KPdSU begründet. In dem Film scheint eine kritische Stellung zur Möglichkeit der unterschiedlichen Blutgruppen eingenommen zu werden. Es wird im Abspann darauf hingewiesen, dass diese These von Wissenschaftlern in aller Welt belächelt wird. Es wird jedoch nicht explizit Stellung zu dieser Kontroverse bezogen.
Ein weiterer Film, Evilenko (2004), basiert ebenfalls auf diesem Fall, jedoch wurden einige Fakten geändert. Die Figur von Tschikatilo wurde Andrei Evilenko genannt. Malcolm McDowell spielt die Rolle des psychopathischen Killers. 2015 wurde der Film Kind 44 veröffentlicht, in dem nach der gleichnamigen Romanvorlage die Ermittlungen im Fall Tschikatilo beschrieben werden, der zeitlich jedoch in der Zeit des Stalinismus spielt.

### Musik
- 2002 veröffentlichte die deutsche Deathgrind-Band Kadath das zweite Album Chasing the Devil, ein Konzeptalbum, in dem das Leben und Handeln von Andrei Romanowitsch Tschikatilo thematisiert wird.
- 2004 veröffentlichte die deutsche Metal-Band Eisregen auf ihrem Album Wundwasser das Lied Ripper von Rostow, in welchem der Mord Tschikatilos an Sweta Tschana (1984) sowie seine Festnahme behandelt werden, wobei sich die Gruppe jedoch nicht exakt an die tatsächlichen Abläufe hielt.
- 2009 veröffentlichte die US-amerikanische Thrash-Metal-Band Slayer auf ihrem zehnten Album World Painted Blood das Lied Psychopathy Red, welches von den Taten Tschikatilos handelt.